# Diego d'Asburgo
Diego Felice d'Asburgo (Madrid, 15 agosto 1575 – Madrid, 21 novembre 1582) era il quarto figlio di Filippo II di Spagna e della quarta moglie, nonché nipote, Anna d'Austria.
Nacque prematuro, poiché quando sua madre ebbe notizia della morte del figlio Carlos Lorenzo, fratello maggiore di Diego, ebbe un tale attacco di dolore da provocarle, il giorno dopo, il travaglio.

## I problemi della discendenza
La mortalità infantile dell'epoca mieteva le sue piccole vittime anche all'interno della famiglia reale. Ben consapevole di ciò, Filippo, come tutti i padri dell'epoca, cercava di non affezionarsi più di tanto ai bambini.
Prima di Diego erano nati Ferdinando nel 1571, Carlos Lorenzo nel 1573 e un bambino nato morto nel 1574. In seguito sarebbero nati Filippo nel 1578, Maria nel 1580 e, nello stesso anno, un bambino nato morto, la cui nascita fu la causa della morte della regina Anna.
Il padre Filippo aveva avuto altri tre figli dai precedenti matrimoni: don Carlos (1545-1568), che quindi era già morto alla nascita dei figli di Anna, Isabella Clara Eugenia e Caterina Michela, che però essendo femmine non avrebbero potuto ereditare la corona del padre.
Per Filippo era quindi assolutamente necessario che i figli avuti da Anna potessero sopravvivere.

## L'affetto del padre
Il re, che conobbe tardi l'affezione per i figli, era solito riportare bambole per le figlie e soldatini per i figli e mandava dal Portogallo marmellate e canditi.
Soltanto per Diego riportò una volta un libro per imparare a leggere e indicò alle figlie maggiori di aiutare il fratellino.

## Erede al trono e morte
Alla morte del fratello maggiore Ferdinando nel 1578, Diego divenne erede al trono e principe delle Asturie. 
Rimase tale fino al novembre 1582, quando fu colpito dal vaiolo e morì. Alla sua morte Filippo fu preso da immenso dolore, anche perché gli rimaneva come erede soltanto il piccolo e malaticcio Filippo. Diede allora ordine che si recitassero di continuo nella chiesa della Madonna a Saragozza preghiere per la vita e la salute dei figli che gli restavano.
Il fratello di Diego, Filippo, sarebbe divenuto re, alla morte del padre nel 1598, con il nome di Filippo III, continuando la stirpe degli Asburgo di Spagna.

## Ascendenza
|                           |                        |                          | Genitori                 |  |  | Nonni |  |  | Bisnonni               |  |  | Trisnonni                |  |
|                           |                        |                          |                          |  |  |       |  |  | Filippo I di Castiglia |  |  | Massimiliano I d'Asburgo |  |
|                           |                        |                          |                          |  |  |       |  |  | Filippo I di Castiglia |  |  | Massimiliano I d'Asburgo |  |
|                           |                        | Maria di Borgogna        |                          |  |  |       |  |  | Filippo I di Castiglia |  |  |                          |  |
| Carlo V d'Asburgo         |                        |                          |                          |  |  |       |  |  | Filippo I di Castiglia |  |  |                          |  |
|                           |                        | Giovanna di Castiglia    | Ferdinando II d'Aragona  |  |  |       |  |  |                        |  |  |                          |  |
|                           |                        | Giovanna di Castiglia    | Ferdinando II d'Aragona  |  |  |       |  |  |                        |  |  |                          |  |
|                           |                        | Giovanna di Castiglia    | Isabella di Castiglia    |  |  |       |  |  |                        |  |  |                          |  |
| Filippo II di Spagna      |                        | Giovanna di Castiglia    |                          |  |  |       |  |  |                        |  |  |                          |  |
|                           |                        | Manuele I del Portogallo | Ferdinando d'Aviz        |  |  |       |  |  |                        |  |  |                          |  |
|                           |                        | Manuele I del Portogallo | Ferdinando d'Aviz        |  |  |       |  |  |                        |  |  |                          |  |
|                           |                        | Manuele I del Portogallo | Beatrice d'Aviz          |  |  |       |  |  |                        |  |  |                          |  |
| Isabella del Portogallo   |                        | Manuele I del Portogallo |                          |  |  |       |  |  |                        |  |  |                          |  |
|                           |                        | Maria di Trastamara      | Ferdinando II d'Aragona  |  |  |       |  |  |                        |  |  |                          |  |
|                           |                        | Maria di Trastamara      | Ferdinando II d'Aragona  |  |  |       |  |  |                        |  |  |                          |  |
|                           |                        | Maria di Trastamara      | Isabella di Castiglia    |  |  |       |  |  |                        |  |  |                          |  |
| Diego d'Asburgo           |                        | Maria di Trastamara      |                          |  |  |       |  |  |                        |  |  |                          |  |
|                           | Ferdinando I d'Asburgo | Filippo I di Castiglia   |                          |  |  |       |  |  |                        |  |  |                          |  |
|                           | Ferdinando I d'Asburgo | Filippo I di Castiglia   |                          |  |  |       |  |  |                        |  |  |                          |  |
|                           | Ferdinando I d'Asburgo | Giovanna di Castiglia    |                          |  |  |       |  |  |                        |  |  |                          |  |
| Massimiliano II d'Asburgo | Ferdinando I d'Asburgo |                          |                          |  |  |       |  |  |                        |  |  |                          |  |
|                           |                        | Anna Jagellone           | Ladislao II di Boemia    |  |  |       |  |  |                        |  |  |                          |  |
|                           |                        | Anna Jagellone           | Ladislao II di Boemia    |  |  |       |  |  |                        |  |  |                          |  |
|                           |                        | Anna Jagellone           | Anna di Foix-Candale     |  |  |       |  |  |                        |  |  |                          |  |
| Anna d'Austria            |                        | Anna Jagellone           |                          |  |  |       |  |  |                        |  |  |                          |  |
|                           |                        | Carlo V d'Asburgo        | Filippo I di Castiglia   |  |  |       |  |  |                        |  |  |                          |  |
|                           |                        | Carlo V d'Asburgo        | Filippo I di Castiglia   |  |  |       |  |  |                        |  |  |                          |  |
|                           |                        | Carlo V d'Asburgo        | Giovanna di Castiglia    |  |  |       |  |  |                        |  |  |                          |  |
| Maria di Spagna           |                        | Carlo V d'Asburgo        |                          |  |  |       |  |  |                        |  |  |                          |  |
|                           |                        | Isabella del Portogallo  | Manuele I del Portogallo |  |  |       |  |  |                        |  |  |                          |  |
|                           |                        | Isabella del Portogallo  | Manuele I del Portogallo |  |  |       |  |  |                        |  |  |                          |  |
|                           |                        | Isabella del Portogallo  | Maria di Trastamara      |  |  |       |  |  |                        |  |  |                          |  |
|                           |                        | Isabella del Portogallo  |                          |  |  |       |  |  |                        |  |  |                          |  |